# Óscar Panno
|   | a | b | c | d | e | f | g | h |   |
| 8 | a8 – Czarna wieża · c8 – Czarny goniec · d8 – Czarny hetman · f8 – Czarna wieża · g8 – Czarny król · b7 – Czarny pionek · c7 – Czarny pionek · e7 – Czarny pionek · f7 – Czarny pionek · g7 – Czarny goniec · h7 – Czarny pionek · a6 – Czarny pionek · c6 – Czarny skoczek · d6 – Czarny pionek · f6 – Czarny skoczek · g6 – Czarny pionek · c4 – Biały pionek · d4 – Biały pionek · c3 – Biały skoczek · f3 – Biały skoczek · g3 – Biały pionek · a2 – Biały pionek · b2 – Biały pionek · e2 – Biały pionek · f2 – Biały pionek · g2 – Biały goniec · h2 – Biały pionek · a1 – Biała wieża · c1 – Biały goniec · d1 – Biały hetman · f1 – Biała wieża · g1 – Biały król | a8 – Czarna wieża · c8 – Czarny goniec · d8 – Czarny hetman · f8 – Czarna wieża · g8 – Czarny król · b7 – Czarny pionek · c7 – Czarny pionek · e7 – Czarny pionek · f7 – Czarny pionek · g7 – Czarny goniec · h7 – Czarny pionek · a6 – Czarny pionek · c6 – Czarny skoczek · d6 – Czarny pionek · f6 – Czarny skoczek · g6 – Czarny pionek · c4 – Biały pionek · d4 – Biały pionek · c3 – Biały skoczek · f3 – Biały skoczek · g3 – Biały pionek · a2 – Biały pionek · b2 – Biały pionek · e2 – Biały pionek · f2 – Biały pionek · g2 – Biały goniec · h2 – Biały pionek · a1 – Biała wieża · c1 – Biały goniec · d1 – Biały hetman · f1 – Biała wieża · g1 – Biały król | a8 – Czarna wieża · c8 – Czarny goniec · d8 – Czarny hetman · f8 – Czarna wieża · g8 – Czarny król · b7 – Czarny pionek · c7 – Czarny pionek · e7 – Czarny pionek · f7 – Czarny pionek · g7 – Czarny goniec · h7 – Czarny pionek · a6 – Czarny pionek · c6 – Czarny skoczek · d6 – Czarny pionek · f6 – Czarny skoczek · g6 – Czarny pionek · c4 – Biały pionek · d4 – Biały pionek · c3 – Biały skoczek · f3 – Biały skoczek · g3 – Biały pionek · a2 – Biały pionek · b2 – Biały pionek · e2 – Biały pionek · f2 – Biały pionek · g2 – Biały goniec · h2 – Biały pionek · a1 – Biała wieża · c1 – Biały goniec · d1 – Biały hetman · f1 – Biała wieża · g1 – Biały król | a8 – Czarna wieża · c8 – Czarny goniec · d8 – Czarny hetman · f8 – Czarna wieża · g8 – Czarny król · b7 – Czarny pionek · c7 – Czarny pionek · e7 – Czarny pionek · f7 – Czarny pionek · g7 – Czarny goniec · h7 – Czarny pionek · a6 – Czarny pionek · c6 – Czarny skoczek · d6 – Czarny pionek · f6 – Czarny skoczek · g6 – Czarny pionek · c4 – Biały pionek · d4 – Biały pionek · c3 – Biały skoczek · f3 – Biały skoczek · g3 – Biały pionek · a2 – Biały pionek · b2 – Biały pionek · e2 – Biały pionek · f2 – Biały pionek · g2 – Biały goniec · h2 – Biały pionek · a1 – Biała wieża · c1 – Biały goniec · d1 – Biały hetman · f1 – Biała wieża · g1 – Biały król | a8 – Czarna wieża · c8 – Czarny goniec · d8 – Czarny hetman · f8 – Czarna wieża · g8 – Czarny król · b7 – Czarny pionek · c7 – Czarny pionek · e7 – Czarny pionek · f7 – Czarny pionek · g7 – Czarny goniec · h7 – Czarny pionek · a6 – Czarny pionek · c6 – Czarny skoczek · d6 – Czarny pionek · f6 – Czarny skoczek · g6 – Czarny pionek · c4 – Biały pionek · d4 – Biały pionek · c3 – Biały skoczek · f3 – Biały skoczek · g3 – Biały pionek · a2 – Biały pionek · b2 – Biały pionek · e2 – Biały pionek · f2 – Biały pionek · g2 – Biały goniec · h2 – Biały pionek · a1 – Biała wieża · c1 – Biały goniec · d1 – Biały hetman · f1 – Biała wieża · g1 – Biały król | a8 – Czarna wieża · c8 – Czarny goniec · d8 – Czarny hetman · f8 – Czarna wieża · g8 – Czarny król · b7 – Czarny pionek · c7 – Czarny pionek · e7 – Czarny pionek · f7 – Czarny pionek · g7 – Czarny goniec · h7 – Czarny pionek · a6 – Czarny pionek · c6 – Czarny skoczek · d6 – Czarny pionek · f6 – Czarny skoczek · g6 – Czarny pionek · c4 – Biały pionek · d4 – Biały pionek · c3 – Biały skoczek · f3 – Biały skoczek · g3 – Biały pionek · a2 – Biały pionek · b2 – Biały pionek · e2 – Biały pionek · f2 – Biały pionek · g2 – Biały goniec · h2 – Biały pionek · a1 – Biała wieża · c1 – Biały goniec · d1 – Biały hetman · f1 – Biała wieża · g1 – Biały król | a8 – Czarna wieża · c8 – Czarny goniec · d8 – Czarny hetman · f8 – Czarna wieża · g8 – Czarny król · b7 – Czarny pionek · c7 – Czarny pionek · e7 – Czarny pionek · f7 – Czarny pionek · g7 – Czarny goniec · h7 – Czarny pionek · a6 – Czarny pionek · c6 – Czarny skoczek · d6 – Czarny pionek · f6 – Czarny skoczek · g6 – Czarny pionek · c4 – Biały pionek · d4 – Biały pionek · c3 – Biały skoczek · f3 – Biały skoczek · g3 – Biały pionek · a2 – Biały pionek · b2 – Biały pionek · e2 – Biały pionek · f2 – Biały pionek · g2 – Biały goniec · h2 – Biały pionek · a1 – Biała wieża · c1 – Biały goniec · d1 – Biały hetman · f1 – Biała wieża · g1 – Biały król | a8 – Czarna wieża · c8 – Czarny goniec · d8 – Czarny hetman · f8 – Czarna wieża · g8 – Czarny król · b7 – Czarny pionek · c7 – Czarny pionek · e7 – Czarny pionek · f7 – Czarny pionek · g7 – Czarny goniec · h7 – Czarny pionek · a6 – Czarny pionek · c6 – Czarny skoczek · d6 – Czarny pionek · f6 – Czarny skoczek · g6 – Czarny pionek · c4 – Biały pionek · d4 – Biały pionek · c3 – Biały skoczek · f3 – Biały skoczek · g3 – Biały pionek · a2 – Biały pionek · b2 – Biały pionek · e2 – Biały pionek · f2 – Biały pionek · g2 – Biały goniec · h2 – Biały pionek · a1 – Biała wieża · c1 – Biały goniec · d1 – Biały hetman · f1 – Biała wieża · g1 – Biały król | 8 |
| 7 | a8 – Czarna wieża · c8 – Czarny goniec · d8 – Czarny hetman · f8 – Czarna wieża · g8 – Czarny król · b7 – Czarny pionek · c7 – Czarny pionek · e7 – Czarny pionek · f7 – Czarny pionek · g7 – Czarny goniec · h7 – Czarny pionek · a6 – Czarny pionek · c6 – Czarny skoczek · d6 – Czarny pionek · f6 – Czarny skoczek · g6 – Czarny pionek · c4 – Biały pionek · d4 – Biały pionek · c3 – Biały skoczek · f3 – Biały skoczek · g3 – Biały pionek · a2 – Biały pionek · b2 – Biały pionek · e2 – Biały pionek · f2 – Biały pionek · g2 – Biały goniec · h2 – Biały pionek · a1 – Biała wieża · c1 – Biały goniec · d1 – Biały hetman · f1 – Biała wieża · g1 – Biały król | a8 – Czarna wieża · c8 – Czarny goniec · d8 – Czarny hetman · f8 – Czarna wieża · g8 – Czarny król · b7 – Czarny pionek · c7 – Czarny pionek · e7 – Czarny pionek · f7 – Czarny pionek · g7 – Czarny goniec · h7 – Czarny pionek · a6 – Czarny pionek · c6 – Czarny skoczek · d6 – Czarny pionek · f6 – Czarny skoczek · g6 – Czarny pionek · c4 – Biały pionek · d4 – Biały pionek · c3 – Biały skoczek · f3 – Biały skoczek · g3 – Biały pionek · a2 – Biały pionek · b2 – Biały pionek · e2 – Biały pionek · f2 – Biały pionek · g2 – Biały goniec · h2 – Biały pionek · a1 – Biała wieża · c1 – Biały goniec · d1 – Biały hetman · f1 – Biała wieża · g1 – Biały król | a8 – Czarna wieża · c8 – Czarny goniec · d8 – Czarny hetman · f8 – Czarna wieża · g8 – Czarny król · b7 – Czarny pionek · c7 – Czarny pionek · e7 – Czarny pionek · f7 – Czarny pionek · g7 – Czarny goniec · h7 – Czarny pionek · a6 – Czarny pionek · c6 – Czarny skoczek · d6 – Czarny pionek · f6 – Czarny skoczek · g6 – Czarny pionek · c4 – Biały pionek · d4 – Biały pionek · c3 – Biały skoczek · f3 – Biały skoczek · g3 – Biały pionek · a2 – Biały pionek · b2 – Biały pionek · e2 – Biały pionek · f2 – Biały pionek · g2 – Biały goniec · h2 – Biały pionek · a1 – Biała wieża · c1 – Biały goniec · d1 – Biały hetman · f1 – Biała wieża · g1 – Biały król | a8 – Czarna wieża · c8 – Czarny goniec · d8 – Czarny hetman · f8 – Czarna wieża · g8 – Czarny król · b7 – Czarny pionek · c7 – Czarny pionek · e7 – Czarny pionek · f7 – Czarny pionek · g7 – Czarny goniec · h7 – Czarny pionek · a6 – Czarny pionek · c6 – Czarny skoczek · d6 – Czarny pionek · f6 – Czarny skoczek · g6 – Czarny pionek · c4 – Biały pionek · d4 – Biały pionek · c3 – Biały skoczek · f3 – Biały skoczek · g3 – Biały pionek · a2 – Biały pionek · b2 – Biały pionek · e2 – Biały pionek · f2 – Biały pionek · g2 – Biały goniec · h2 – Biały pionek · a1 – Biała wieża · c1 – Biały goniec · d1 – Biały hetman · f1 – Biała wieża · g1 – Biały król | a8 – Czarna wieża · c8 – Czarny goniec · d8 – Czarny hetman · f8 – Czarna wieża · g8 – Czarny król · b7 – Czarny pionek · c7 – Czarny pionek · e7 – Czarny pionek · f7 – Czarny pionek · g7 – Czarny goniec · h7 – Czarny pionek · a6 – Czarny pionek · c6 – Czarny skoczek · d6 – Czarny pionek · f6 – Czarny skoczek · g6 – Czarny pionek · c4 – Biały pionek · d4 – Biały pionek · c3 – Biały skoczek · f3 – Biały skoczek · g3 – Biały pionek · a2 – Biały pionek · b2 – Biały pionek · e2 – Biały pionek · f2 – Biały pionek · g2 – Biały goniec · h2 – Biały pionek · a1 – Biała wieża · c1 – Biały goniec · d1 – Biały hetman · f1 – Biała wieża · g1 – Biały król | a8 – Czarna wieża · c8 – Czarny goniec · d8 – Czarny hetman · f8 – Czarna wieża · g8 – Czarny król · b7 – Czarny pionek · c7 – Czarny pionek · e7 – Czarny pionek · f7 – Czarny pionek · g7 – Czarny goniec · h7 – Czarny pionek · a6 – Czarny pionek · c6 – Czarny skoczek · d6 – Czarny pionek · f6 – Czarny skoczek · g6 – Czarny pionek · c4 – Biały pionek · d4 – Biały pionek · c3 – Biały skoczek · f3 – Biały skoczek · g3 – Biały pionek · a2 – Biały pionek · b2 – Biały pionek · e2 – Biały pionek · f2 – Biały pionek · g2 – Biały goniec · h2 – Biały pionek · a1 – Biała wieża · c1 – Biały goniec · d1 – Biały hetman · f1 – Biała wieża · g1 – Biały król | a8 – Czarna wieża · c8 – Czarny goniec · d8 – Czarny hetman · f8 – Czarna wieża · g8 – Czarny król · b7 – Czarny pionek · c7 – Czarny pionek · e7 – Czarny pionek · f7 – Czarny pionek · g7 – Czarny goniec · h7 – Czarny pionek · a6 – Czarny pionek · c6 – Czarny skoczek · d6 – Czarny pionek · f6 – Czarny skoczek · g6 – Czarny pionek · c4 – Biały pionek · d4 – Biały pionek · c3 – Biały skoczek · f3 – Biały skoczek · g3 – Biały pionek · a2 – Biały pionek · b2 – Biały pionek · e2 – Biały pionek · f2 – Biały pionek · g2 – Biały goniec · h2 – Biały pionek · a1 – Biała wieża · c1 – Biały goniec · d1 – Biały hetman · f1 – Biała wieża · g1 – Biały król | a8 – Czarna wieża · c8 – Czarny goniec · d8 – Czarny hetman · f8 – Czarna wieża · g8 – Czarny król · b7 – Czarny pionek · c7 – Czarny pionek · e7 – Czarny pionek · f7 – Czarny pionek · g7 – Czarny goniec · h7 – Czarny pionek · a6 – Czarny pionek · c6 – Czarny skoczek · d6 – Czarny pionek · f6 – Czarny skoczek · g6 – Czarny pionek · c4 – Biały pionek · d4 – Biały pionek · c3 – Biały skoczek · f3 – Biały skoczek · g3 – Biały pionek · a2 – Biały pionek · b2 – Biały pionek · e2 – Biały pionek · f2 – Biały pionek · g2 – Biały goniec · h2 – Biały pionek · a1 – Biała wieża · c1 – Biały goniec · d1 – Biały hetman · f1 – Biała wieża · g1 – Biały król | 7 |
| 6 | a8 – Czarna wieża · c8 – Czarny goniec · d8 – Czarny hetman · f8 – Czarna wieża · g8 – Czarny król · b7 – Czarny pionek · c7 – Czarny pionek · e7 – Czarny pionek · f7 – Czarny pionek · g7 – Czarny goniec · h7 – Czarny pionek · a6 – Czarny pionek · c6 – Czarny skoczek · d6 – Czarny pionek · f6 – Czarny skoczek · g6 – Czarny pionek · c4 – Biały pionek · d4 – Biały pionek · c3 – Biały skoczek · f3 – Biały skoczek · g3 – Biały pionek · a2 – Biały pionek · b2 – Biały pionek · e2 – Biały pionek · f2 – Biały pionek · g2 – Biały goniec · h2 – Biały pionek · a1 – Biała wieża · c1 – Biały goniec · d1 – Biały hetman · f1 – Biała wieża · g1 – Biały król | a8 – Czarna wieża · c8 – Czarny goniec · d8 – Czarny hetman · f8 – Czarna wieża · g8 – Czarny król · b7 – Czarny pionek · c7 – Czarny pionek · e7 – Czarny pionek · f7 – Czarny pionek · g7 – Czarny goniec · h7 – Czarny pionek · a6 – Czarny pionek · c6 – Czarny skoczek · d6 – Czarny pionek · f6 – Czarny skoczek · g6 – Czarny pionek · c4 – Biały pionek · d4 – Biały pionek · c3 – Biały skoczek · f3 – Biały skoczek · g3 – Biały pionek · a2 – Biały pionek · b2 – Biały pionek · e2 – Biały pionek · f2 – Biały pionek · g2 – Biały goniec · h2 – Biały pionek · a1 – Biała wieża · c1 – Biały goniec · d1 – Biały hetman · f1 – Biała wieża · g1 – Biały król | a8 – Czarna wieża · c8 – Czarny goniec · d8 – Czarny hetman · f8 – Czarna wieża · g8 – Czarny król · b7 – Czarny pionek · c7 – Czarny pionek · e7 – Czarny pionek · f7 – Czarny pionek · g7 – Czarny goniec · h7 – Czarny pionek · a6 – Czarny pionek · c6 – Czarny skoczek · d6 – Czarny pionek · f6 – Czarny skoczek · g6 – Czarny pionek · c4 – Biały pionek · d4 – Biały pionek · c3 – Biały skoczek · f3 – Biały skoczek · g3 – Biały pionek · a2 – Biały pionek · b2 – Biały pionek · e2 – Biały pionek · f2 – Biały pionek · g2 – Biały goniec · h2 – Biały pionek · a1 – Biała wieża · c1 – Biały goniec · d1 – Biały hetman · f1 – Biała wieża · g1 – Biały król | a8 – Czarna wieża · c8 – Czarny goniec · d8 – Czarny hetman · f8 – Czarna wieża · g8 – Czarny król · b7 – Czarny pionek · c7 – Czarny pionek · e7 – Czarny pionek · f7 – Czarny pionek · g7 – Czarny goniec · h7 – Czarny pionek · a6 – Czarny pionek · c6 – Czarny skoczek · d6 – Czarny pionek · f6 – Czarny skoczek · g6 – Czarny pionek · c4 – Biały pionek · d4 – Biały pionek · c3 – Biały skoczek · f3 – Biały skoczek · g3 – Biały pionek · a2 – Biały pionek · b2 – Biały pionek · e2 – Biały pionek · f2 – Biały pionek · g2 – Biały goniec · h2 – Biały pionek · a1 – Biała wieża · c1 – Biały goniec · d1 – Biały hetman · f1 – Biała wieża · g1 – Biały król | a8 – Czarna wieża · c8 – Czarny goniec · d8 – Czarny hetman · f8 – Czarna wieża · g8 – Czarny król · b7 – Czarny pionek · c7 – Czarny pionek · e7 – Czarny pionek · f7 – Czarny pionek · g7 – Czarny goniec · h7 – Czarny pionek · a6 – Czarny pionek · c6 – Czarny skoczek · d6 – Czarny pionek · f6 – Czarny skoczek · g6 – Czarny pionek · c4 – Biały pionek · d4 – Biały pionek · c3 – Biały skoczek · f3 – Biały skoczek · g3 – Biały pionek · a2 – Biały pionek · b2 – Biały pionek · e2 – Biały pionek · f2 – Biały pionek · g2 – Biały goniec · h2 – Biały pionek · a1 – Biała wieża · c1 – Biały goniec · d1 – Biały hetman · f1 – Biała wieża · g1 – Biały król | a8 – Czarna wieża · c8 – Czarny goniec · d8 – Czarny hetman · f8 – Czarna wieża · g8 – Czarny król · b7 – Czarny pionek · c7 – Czarny pionek · e7 – Czarny pionek · f7 – Czarny pionek · g7 – Czarny goniec · h7 – Czarny pionek · a6 – Czarny pionek · c6 – Czarny skoczek · d6 – Czarny pionek · f6 – Czarny skoczek · g6 – Czarny pionek · c4 – Biały pionek · d4 – Biały pionek · c3 – Biały skoczek · f3 – Biały skoczek · g3 – Biały pionek · a2 – Biały pionek · b2 – Biały pionek · e2 – Biały pionek · f2 – Biały pionek · g2 – Biały goniec · h2 – Biały pionek · a1 – Biała wieża · c1 – Biały goniec · d1 – Biały hetman · f1 – Biała wieża · g1 – Biały król | a8 – Czarna wieża · c8 – Czarny goniec · d8 – Czarny hetman · f8 – Czarna wieża · g8 – Czarny król · b7 – Czarny pionek · c7 – Czarny pionek · e7 – Czarny pionek · f7 – Czarny pionek · g7 – Czarny goniec · h7 – Czarny pionek · a6 – Czarny pionek · c6 – Czarny skoczek · d6 – Czarny pionek · f6 – Czarny skoczek · g6 – Czarny pionek · c4 – Biały pionek · d4 – Biały pionek · c3 – Biały skoczek · f3 – Biały skoczek · g3 – Biały pionek · a2 – Biały pionek · b2 – Biały pionek · e2 – Biały pionek · f2 – Biały pionek · g2 – Biały goniec · h2 – Biały pionek · a1 – Biała wieża · c1 – Biały goniec · d1 – Biały hetman · f1 – Biała wieża · g1 – Biały król | a8 – Czarna wieża · c8 – Czarny goniec · d8 – Czarny hetman · f8 – Czarna wieża · g8 – Czarny król · b7 – Czarny pionek · c7 – Czarny pionek · e7 – Czarny pionek · f7 – Czarny pionek · g7 – Czarny goniec · h7 – Czarny pionek · a6 – Czarny pionek · c6 – Czarny skoczek · d6 – Czarny pionek · f6 – Czarny skoczek · g6 – Czarny pionek · c4 – Biały pionek · d4 – Biały pionek · c3 – Biały skoczek · f3 – Biały skoczek · g3 – Biały pionek · a2 – Biały pionek · b2 – Biały pionek · e2 – Biały pionek · f2 – Biały pionek · g2 – Biały goniec · h2 – Biały pionek · a1 – Biała wieża · c1 – Biały goniec · d1 – Biały hetman · f1 – Biała wieża · g1 – Biały król | 6 |
| 5 | a8 – Czarna wieża · c8 – Czarny goniec · d8 – Czarny hetman · f8 – Czarna wieża · g8 – Czarny król · b7 – Czarny pionek · c7 – Czarny pionek · e7 – Czarny pionek · f7 – Czarny pionek · g7 – Czarny goniec · h7 – Czarny pionek · a6 – Czarny pionek · c6 – Czarny skoczek · d6 – Czarny pionek · f6 – Czarny skoczek · g6 – Czarny pionek · c4 – Biały pionek · d4 – Biały pionek · c3 – Biały skoczek · f3 – Biały skoczek · g3 – Biały pionek · a2 – Biały pionek · b2 – Biały pionek · e2 – Biały pionek · f2 – Biały pionek · g2 – Biały goniec · h2 – Biały pionek · a1 – Biała wieża · c1 – Biały goniec · d1 – Biały hetman · f1 – Biała wieża · g1 – Biały król | a8 – Czarna wieża · c8 – Czarny goniec · d8 – Czarny hetman · f8 – Czarna wieża · g8 – Czarny król · b7 – Czarny pionek · c7 – Czarny pionek · e7 – Czarny pionek · f7 – Czarny pionek · g7 – Czarny goniec · h7 – Czarny pionek · a6 – Czarny pionek · c6 – Czarny skoczek · d6 – Czarny pionek · f6 – Czarny skoczek · g6 – Czarny pionek · c4 – Biały pionek · d4 – Biały pionek · c3 – Biały skoczek · f3 – Biały skoczek · g3 – Biały pionek · a2 – Biały pionek · b2 – Biały pionek · e2 – Biały pionek · f2 – Biały pionek · g2 – Biały goniec · h2 – Biały pionek · a1 – Biała wieża · c1 – Biały goniec · d1 – Biały hetman · f1 – Biała wieża · g1 – Biały król | a8 – Czarna wieża · c8 – Czarny goniec · d8 – Czarny hetman · f8 – Czarna wieża · g8 – Czarny król · b7 – Czarny pionek · c7 – Czarny pionek · e7 – Czarny pionek · f7 – Czarny pionek · g7 – Czarny goniec · h7 – Czarny pionek · a6 – Czarny pionek · c6 – Czarny skoczek · d6 – Czarny pionek · f6 – Czarny skoczek · g6 – Czarny pionek · c4 – Biały pionek · d4 – Biały pionek · c3 – Biały skoczek · f3 – Biały skoczek · g3 – Biały pionek · a2 – Biały pionek · b2 – Biały pionek · e2 – Biały pionek · f2 – Biały pionek · g2 – Biały goniec · h2 – Biały pionek · a1 – Biała wieża · c1 – Biały goniec · d1 – Biały hetman · f1 – Biała wieża · g1 – Biały król | a8 – Czarna wieża · c8 – Czarny goniec · d8 – Czarny hetman · f8 – Czarna wieża · g8 – Czarny król · b7 – Czarny pionek · c7 – Czarny pionek · e7 – Czarny pionek · f7 – Czarny pionek · g7 – Czarny goniec · h7 – Czarny pionek · a6 – Czarny pionek · c6 – Czarny skoczek · d6 – Czarny pionek · f6 – Czarny skoczek · g6 – Czarny pionek · c4 – Biały pionek · d4 – Biały pionek · c3 – Biały skoczek · f3 – Biały skoczek · g3 – Biały pionek · a2 – Biały pionek · b2 – Biały pionek · e2 – Biały pionek · f2 – Biały pionek · g2 – Biały goniec · h2 – Biały pionek · a1 – Biała wieża · c1 – Biały goniec · d1 – Biały hetman · f1 – Biała wieża · g1 – Biały król | a8 – Czarna wieża · c8 – Czarny goniec · d8 – Czarny hetman · f8 – Czarna wieża · g8 – Czarny król · b7 – Czarny pionek · c7 – Czarny pionek · e7 – Czarny pionek · f7 – Czarny pionek · g7 – Czarny goniec · h7 – Czarny pionek · a6 – Czarny pionek · c6 – Czarny skoczek · d6 – Czarny pionek · f6 – Czarny skoczek · g6 – Czarny pionek · c4 – Biały pionek · d4 – Biały pionek · c3 – Biały skoczek · f3 – Biały skoczek · g3 – Biały pionek · a2 – Biały pionek · b2 – Biały pionek · e2 – Biały pionek · f2 – Biały pionek · g2 – Biały goniec · h2 – Biały pionek · a1 – Biała wieża · c1 – Biały goniec · d1 – Biały hetman · f1 – Biała wieża · g1 – Biały król | a8 – Czarna wieża · c8 – Czarny goniec · d8 – Czarny hetman · f8 – Czarna wieża · g8 – Czarny król · b7 – Czarny pionek · c7 – Czarny pionek · e7 – Czarny pionek · f7 – Czarny pionek · g7 – Czarny goniec · h7 – Czarny pionek · a6 – Czarny pionek · c6 – Czarny skoczek · d6 – Czarny pionek · f6 – Czarny skoczek · g6 – Czarny pionek · c4 – Biały pionek · d4 – Biały pionek · c3 – Biały skoczek · f3 – Biały skoczek · g3 – Biały pionek · a2 – Biały pionek · b2 – Biały pionek · e2 – Biały pionek · f2 – Biały pionek · g2 – Biały goniec · h2 – Biały pionek · a1 – Biała wieża · c1 – Biały goniec · d1 – Biały hetman · f1 – Biała wieża · g1 – Biały król | a8 – Czarna wieża · c8 – Czarny goniec · d8 – Czarny hetman · f8 – Czarna wieża · g8 – Czarny król · b7 – Czarny pionek · c7 – Czarny pionek · e7 – Czarny pionek · f7 – Czarny pionek · g7 – Czarny goniec · h7 – Czarny pionek · a6 – Czarny pionek · c6 – Czarny skoczek · d6 – Czarny pionek · f6 – Czarny skoczek · g6 – Czarny pionek · c4 – Biały pionek · d4 – Biały pionek · c3 – Biały skoczek · f3 – Biały skoczek · g3 – Biały pionek · a2 – Biały pionek · b2 – Biały pionek · e2 – Biały pionek · f2 – Biały pionek · g2 – Biały goniec · h2 – Biały pionek · a1 – Biała wieża · c1 – Biały goniec · d1 – Biały hetman · f1 – Biała wieża · g1 – Biały król | a8 – Czarna wieża · c8 – Czarny goniec · d8 – Czarny hetman · f8 – Czarna wieża · g8 – Czarny król · b7 – Czarny pionek · c7 – Czarny pionek · e7 – Czarny pionek · f7 – Czarny pionek · g7 – Czarny goniec · h7 – Czarny pionek · a6 – Czarny pionek · c6 – Czarny skoczek · d6 – Czarny pionek · f6 – Czarny skoczek · g6 – Czarny pionek · c4 – Biały pionek · d4 – Biały pionek · c3 – Biały skoczek · f3 – Biały skoczek · g3 – Biały pionek · a2 – Biały pionek · b2 – Biały pionek · e2 – Biały pionek · f2 – Biały pionek · g2 – Biały goniec · h2 – Biały pionek · a1 – Biała wieża · c1 – Biały goniec · d1 – Biały hetman · f1 – Biała wieża · g1 – Biały król | 5 |
| 4 | a8 – Czarna wieża · c8 – Czarny goniec · d8 – Czarny hetman · f8 – Czarna wieża · g8 – Czarny król · b7 – Czarny pionek · c7 – Czarny pionek · e7 – Czarny pionek · f7 – Czarny pionek · g7 – Czarny goniec · h7 – Czarny pionek · a6 – Czarny pionek · c6 – Czarny skoczek · d6 – Czarny pionek · f6 – Czarny skoczek · g6 – Czarny pionek · c4 – Biały pionek · d4 – Biały pionek · c3 – Biały skoczek · f3 – Biały skoczek · g3 – Biały pionek · a2 – Biały pionek · b2 – Biały pionek · e2 – Biały pionek · f2 – Biały pionek · g2 – Biały goniec · h2 – Biały pionek · a1 – Biała wieża · c1 – Biały goniec · d1 – Biały hetman · f1 – Biała wieża · g1 – Biały król | a8 – Czarna wieża · c8 – Czarny goniec · d8 – Czarny hetman · f8 – Czarna wieża · g8 – Czarny król · b7 – Czarny pionek · c7 – Czarny pionek · e7 – Czarny pionek · f7 – Czarny pionek · g7 – Czarny goniec · h7 – Czarny pionek · a6 – Czarny pionek · c6 – Czarny skoczek · d6 – Czarny pionek · f6 – Czarny skoczek · g6 – Czarny pionek · c4 – Biały pionek · d4 – Biały pionek · c3 – Biały skoczek · f3 – Biały skoczek · g3 – Biały pionek · a2 – Biały pionek · b2 – Biały pionek · e2 – Biały pionek · f2 – Biały pionek · g2 – Biały goniec · h2 – Biały pionek · a1 – Biała wieża · c1 – Biały goniec · d1 – Biały hetman · f1 – Biała wieża · g1 – Biały król | a8 – Czarna wieża · c8 – Czarny goniec · d8 – Czarny hetman · f8 – Czarna wieża · g8 – Czarny król · b7 – Czarny pionek · c7 – Czarny pionek · e7 – Czarny pionek · f7 – Czarny pionek · g7 – Czarny goniec · h7 – Czarny pionek · a6 – Czarny pionek · c6 – Czarny skoczek · d6 – Czarny pionek · f6 – Czarny skoczek · g6 – Czarny pionek · c4 – Biały pionek · d4 – Biały pionek · c3 – Biały skoczek · f3 – Biały skoczek · g3 – Biały pionek · a2 – Biały pionek · b2 – Biały pionek · e2 – Biały pionek · f2 – Biały pionek · g2 – Biały goniec · h2 – Biały pionek · a1 – Biała wieża · c1 – Biały goniec · d1 – Biały hetman · f1 – Biała wieża · g1 – Biały król | a8 – Czarna wieża · c8 – Czarny goniec · d8 – Czarny hetman · f8 – Czarna wieża · g8 – Czarny król · b7 – Czarny pionek · c7 – Czarny pionek · e7 – Czarny pionek · f7 – Czarny pionek · g7 – Czarny goniec · h7 – Czarny pionek · a6 – Czarny pionek · c6 – Czarny skoczek · d6 – Czarny pionek · f6 – Czarny skoczek · g6 – Czarny pionek · c4 – Biały pionek · d4 – Biały pionek · c3 – Biały skoczek · f3 – Biały skoczek · g3 – Biały pionek · a2 – Biały pionek · b2 – Biały pionek · e2 – Biały pionek · f2 – Biały pionek · g2 – Biały goniec · h2 – Biały pionek · a1 – Biała wieża · c1 – Biały goniec · d1 – Biały hetman · f1 – Biała wieża · g1 – Biały król | a8 – Czarna wieża · c8 – Czarny goniec · d8 – Czarny hetman · f8 – Czarna wieża · g8 – Czarny król · b7 – Czarny pionek · c7 – Czarny pionek · e7 – Czarny pionek · f7 – Czarny pionek · g7 – Czarny goniec · h7 – Czarny pionek · a6 – Czarny pionek · c6 – Czarny skoczek · d6 – Czarny pionek · f6 – Czarny skoczek · g6 – Czarny pionek · c4 – Biały pionek · d4 – Biały pionek · c3 – Biały skoczek · f3 – Biały skoczek · g3 – Biały pionek · a2 – Biały pionek · b2 – Biały pionek · e2 – Biały pionek · f2 – Biały pionek · g2 – Biały goniec · h2 – Biały pionek · a1 – Biała wieża · c1 – Biały goniec · d1 – Biały hetman · f1 – Biała wieża · g1 – Biały król | a8 – Czarna wieża · c8 – Czarny goniec · d8 – Czarny hetman · f8 – Czarna wieża · g8 – Czarny król · b7 – Czarny pionek · c7 – Czarny pionek · e7 – Czarny pionek · f7 – Czarny pionek · g7 – Czarny goniec · h7 – Czarny pionek · a6 – Czarny pionek · c6 – Czarny skoczek · d6 – Czarny pionek · f6 – Czarny skoczek · g6 – Czarny pionek · c4 – Biały pionek · d4 – Biały pionek · c3 – Biały skoczek · f3 – Biały skoczek · g3 – Biały pionek · a2 – Biały pionek · b2 – Biały pionek · e2 – Biały pionek · f2 – Biały pionek · g2 – Biały goniec · h2 – Biały pionek · a1 – Biała wieża · c1 – Biały goniec · d1 – Biały hetman · f1 – Biała wieża · g1 – Biały król | a8 – Czarna wieża · c8 – Czarny goniec · d8 – Czarny hetman · f8 – Czarna wieża · g8 – Czarny król · b7 – Czarny pionek · c7 – Czarny pionek · e7 – Czarny pionek · f7 – Czarny pionek · g7 – Czarny goniec · h7 – Czarny pionek · a6 – Czarny pionek · c6 – Czarny skoczek · d6 – Czarny pionek · f6 – Czarny skoczek · g6 – Czarny pionek · c4 – Biały pionek · d4 – Biały pionek · c3 – Biały skoczek · f3 – Biały skoczek · g3 – Biały pionek · a2 – Biały pionek · b2 – Biały pionek · e2 – Biały pionek · f2 – Biały pionek · g2 – Biały goniec · h2 – Biały pionek · a1 – Biała wieża · c1 – Biały goniec · d1 – Biały hetman · f1 – Biała wieża · g1 – Biały król | a8 – Czarna wieża · c8 – Czarny goniec · d8 – Czarny hetman · f8 – Czarna wieża · g8 – Czarny król · b7 – Czarny pionek · c7 – Czarny pionek · e7 – Czarny pionek · f7 – Czarny pionek · g7 – Czarny goniec · h7 – Czarny pionek · a6 – Czarny pionek · c6 – Czarny skoczek · d6 – Czarny pionek · f6 – Czarny skoczek · g6 – Czarny pionek · c4 – Biały pionek · d4 – Biały pionek · c3 – Biały skoczek · f3 – Biały skoczek · g3 – Biały pionek · a2 – Biały pionek · b2 – Biały pionek · e2 – Biały pionek · f2 – Biały pionek · g2 – Biały goniec · h2 – Biały pionek · a1 – Biała wieża · c1 – Biały goniec · d1 – Biały hetman · f1 – Biała wieża · g1 – Biały król | 4 |
| 3 | a8 – Czarna wieża · c8 – Czarny goniec · d8 – Czarny hetman · f8 – Czarna wieża · g8 – Czarny król · b7 – Czarny pionek · c7 – Czarny pionek · e7 – Czarny pionek · f7 – Czarny pionek · g7 – Czarny goniec · h7 – Czarny pionek · a6 – Czarny pionek · c6 – Czarny skoczek · d6 – Czarny pionek · f6 – Czarny skoczek · g6 – Czarny pionek · c4 – Biały pionek · d4 – Biały pionek · c3 – Biały skoczek · f3 – Biały skoczek · g3 – Biały pionek · a2 – Biały pionek · b2 – Biały pionek · e2 – Biały pionek · f2 – Biały pionek · g2 – Biały goniec · h2 – Biały pionek · a1 – Biała wieża · c1 – Biały goniec · d1 – Biały hetman · f1 – Biała wieża · g1 – Biały król | a8 – Czarna wieża · c8 – Czarny goniec · d8 – Czarny hetman · f8 – Czarna wieża · g8 – Czarny król · b7 – Czarny pionek · c7 – Czarny pionek · e7 – Czarny pionek · f7 – Czarny pionek · g7 – Czarny goniec · h7 – Czarny pionek · a6 – Czarny pionek · c6 – Czarny skoczek · d6 – Czarny pionek · f6 – Czarny skoczek · g6 – Czarny pionek · c4 – Biały pionek · d4 – Biały pionek · c3 – Biały skoczek · f3 – Biały skoczek · g3 – Biały pionek · a2 – Biały pionek · b2 – Biały pionek · e2 – Biały pionek · f2 – Biały pionek · g2 – Biały goniec · h2 – Biały pionek · a1 – Biała wieża · c1 – Biały goniec · d1 – Biały hetman · f1 – Biała wieża · g1 – Biały król | a8 – Czarna wieża · c8 – Czarny goniec · d8 – Czarny hetman · f8 – Czarna wieża · g8 – Czarny król · b7 – Czarny pionek · c7 – Czarny pionek · e7 – Czarny pionek · f7 – Czarny pionek · g7 – Czarny goniec · h7 – Czarny pionek · a6 – Czarny pionek · c6 – Czarny skoczek · d6 – Czarny pionek · f6 – Czarny skoczek · g6 – Czarny pionek · c4 – Biały pionek · d4 – Biały pionek · c3 – Biały skoczek · f3 – Biały skoczek · g3 – Biały pionek · a2 – Biały pionek · b2 – Biały pionek · e2 – Biały pionek · f2 – Biały pionek · g2 – Biały goniec · h2 – Biały pionek · a1 – Biała wieża · c1 – Biały goniec · d1 – Biały hetman · f1 – Biała wieża · g1 – Biały król | a8 – Czarna wieża · c8 – Czarny goniec · d8 – Czarny hetman · f8 – Czarna wieża · g8 – Czarny król · b7 – Czarny pionek · c7 – Czarny pionek · e7 – Czarny pionek · f7 – Czarny pionek · g7 – Czarny goniec · h7 – Czarny pionek · a6 – Czarny pionek · c6 – Czarny skoczek · d6 – Czarny pionek · f6 – Czarny skoczek · g6 – Czarny pionek · c4 – Biały pionek · d4 – Biały pionek · c3 – Biały skoczek · f3 – Biały skoczek · g3 – Biały pionek · a2 – Biały pionek · b2 – Biały pionek · e2 – Biały pionek · f2 – Biały pionek · g2 – Biały goniec · h2 – Biały pionek · a1 – Biała wieża · c1 – Biały goniec · d1 – Biały hetman · f1 – Biała wieża · g1 – Biały król | a8 – Czarna wieża · c8 – Czarny goniec · d8 – Czarny hetman · f8 – Czarna wieża · g8 – Czarny król · b7 – Czarny pionek · c7 – Czarny pionek · e7 – Czarny pionek · f7 – Czarny pionek · g7 – Czarny goniec · h7 – Czarny pionek · a6 – Czarny pionek · c6 – Czarny skoczek · d6 – Czarny pionek · f6 – Czarny skoczek · g6 – Czarny pionek · c4 – Biały pionek · d4 – Biały pionek · c3 – Biały skoczek · f3 – Biały skoczek · g3 – Biały pionek · a2 – Biały pionek · b2 – Biały pionek · e2 – Biały pionek · f2 – Biały pionek · g2 – Biały goniec · h2 – Biały pionek · a1 – Biała wieża · c1 – Biały goniec · d1 – Biały hetman · f1 – Biała wieża · g1 – Biały król | a8 – Czarna wieża · c8 – Czarny goniec · d8 – Czarny hetman · f8 – Czarna wieża · g8 – Czarny król · b7 – Czarny pionek · c7 – Czarny pionek · e7 – Czarny pionek · f7 – Czarny pionek · g7 – Czarny goniec · h7 – Czarny pionek · a6 – Czarny pionek · c6 – Czarny skoczek · d6 – Czarny pionek · f6 – Czarny skoczek · g6 – Czarny pionek · c4 – Biały pionek · d4 – Biały pionek · c3 – Biały skoczek · f3 – Biały skoczek · g3 – Biały pionek · a2 – Biały pionek · b2 – Biały pionek · e2 – Biały pionek · f2 – Biały pionek · g2 – Biały goniec · h2 – Biały pionek · a1 – Biała wieża · c1 – Biały goniec · d1 – Biały hetman · f1 – Biała wieża · g1 – Biały król | a8 – Czarna wieża · c8 – Czarny goniec · d8 – Czarny hetman · f8 – Czarna wieża · g8 – Czarny król · b7 – Czarny pionek · c7 – Czarny pionek · e7 – Czarny pionek · f7 – Czarny pionek · g7 – Czarny goniec · h7 – Czarny pionek · a6 – Czarny pionek · c6 – Czarny skoczek · d6 – Czarny pionek · f6 – Czarny skoczek · g6 – Czarny pionek · c4 – Biały pionek · d4 – Biały pionek · c3 – Biały skoczek · f3 – Biały skoczek · g3 – Biały pionek · a2 – Biały pionek · b2 – Biały pionek · e2 – Biały pionek · f2 – Biały pionek · g2 – Biały goniec · h2 – Biały pionek · a1 – Biała wieża · c1 – Biały goniec · d1 – Biały hetman · f1 – Biała wieża · g1 – Biały król | a8 – Czarna wieża · c8 – Czarny goniec · d8 – Czarny hetman · f8 – Czarna wieża · g8 – Czarny król · b7 – Czarny pionek · c7 – Czarny pionek · e7 – Czarny pionek · f7 – Czarny pionek · g7 – Czarny goniec · h7 – Czarny pionek · a6 – Czarny pionek · c6 – Czarny skoczek · d6 – Czarny pionek · f6 – Czarny skoczek · g6 – Czarny pionek · c4 – Biały pionek · d4 – Biały pionek · c3 – Biały skoczek · f3 – Biały skoczek · g3 – Biały pionek · a2 – Biały pionek · b2 – Biały pionek · e2 – Biały pionek · f2 – Biały pionek · g2 – Biały goniec · h2 – Biały pionek · a1 – Biała wieża · c1 – Biały goniec · d1 – Biały hetman · f1 – Biała wieża · g1 – Biały król | 3 |
| 2 | a8 – Czarna wieża · c8 – Czarny goniec · d8 – Czarny hetman · f8 – Czarna wieża · g8 – Czarny król · b7 – Czarny pionek · c7 – Czarny pionek · e7 – Czarny pionek · f7 – Czarny pionek · g7 – Czarny goniec · h7 – Czarny pionek · a6 – Czarny pionek · c6 – Czarny skoczek · d6 – Czarny pionek · f6 – Czarny skoczek · g6 – Czarny pionek · c4 – Biały pionek · d4 – Biały pionek · c3 – Biały skoczek · f3 – Biały skoczek · g3 – Biały pionek · a2 – Biały pionek · b2 – Biały pionek · e2 – Biały pionek · f2 – Biały pionek · g2 – Biały goniec · h2 – Biały pionek · a1 – Biała wieża · c1 – Biały goniec · d1 – Biały hetman · f1 – Biała wieża · g1 – Biały król | a8 – Czarna wieża · c8 – Czarny goniec · d8 – Czarny hetman · f8 – Czarna wieża · g8 – Czarny król · b7 – Czarny pionek · c7 – Czarny pionek · e7 – Czarny pionek · f7 – Czarny pionek · g7 – Czarny goniec · h7 – Czarny pionek · a6 – Czarny pionek · c6 – Czarny skoczek · d6 – Czarny pionek · f6 – Czarny skoczek · g6 – Czarny pionek · c4 – Biały pionek · d4 – Biały pionek · c3 – Biały skoczek · f3 – Biały skoczek · g3 – Biały pionek · a2 – Biały pionek · b2 – Biały pionek · e2 – Biały pionek · f2 – Biały pionek · g2 – Biały goniec · h2 – Biały pionek · a1 – Biała wieża · c1 – Biały goniec · d1 – Biały hetman · f1 – Biała wieża · g1 – Biały król | a8 – Czarna wieża · c8 – Czarny goniec · d8 – Czarny hetman · f8 – Czarna wieża · g8 – Czarny król · b7 – Czarny pionek · c7 – Czarny pionek · e7 – Czarny pionek · f7 – Czarny pionek · g7 – Czarny goniec · h7 – Czarny pionek · a6 – Czarny pionek · c6 – Czarny skoczek · d6 – Czarny pionek · f6 – Czarny skoczek · g6 – Czarny pionek · c4 – Biały pionek · d4 – Biały pionek · c3 – Biały skoczek · f3 – Biały skoczek · g3 – Biały pionek · a2 – Biały pionek · b2 – Biały pionek · e2 – Biały pionek · f2 – Biały pionek · g2 – Biały goniec · h2 – Biały pionek · a1 – Biała wieża · c1 – Biały goniec · d1 – Biały hetman · f1 – Biała wieża · g1 – Biały król | a8 – Czarna wieża · c8 – Czarny goniec · d8 – Czarny hetman · f8 – Czarna wieża · g8 – Czarny król · b7 – Czarny pionek · c7 – Czarny pionek · e7 – Czarny pionek · f7 – Czarny pionek · g7 – Czarny goniec · h7 – Czarny pionek · a6 – Czarny pionek · c6 – Czarny skoczek · d6 – Czarny pionek · f6 – Czarny skoczek · g6 – Czarny pionek · c4 – Biały pionek · d4 – Biały pionek · c3 – Biały skoczek · f3 – Biały skoczek · g3 – Biały pionek · a2 – Biały pionek · b2 – Biały pionek · e2 – Biały pionek · f2 – Biały pionek · g2 – Biały goniec · h2 – Biały pionek · a1 – Biała wieża · c1 – Biały goniec · d1 – Biały hetman · f1 – Biała wieża · g1 – Biały król | a8 – Czarna wieża · c8 – Czarny goniec · d8 – Czarny hetman · f8 – Czarna wieża · g8 – Czarny król · b7 – Czarny pionek · c7 – Czarny pionek · e7 – Czarny pionek · f7 – Czarny pionek · g7 – Czarny goniec · h7 – Czarny pionek · a6 – Czarny pionek · c6 – Czarny skoczek · d6 – Czarny pionek · f6 – Czarny skoczek · g6 – Czarny pionek · c4 – Biały pionek · d4 – Biały pionek · c3 – Biały skoczek · f3 – Biały skoczek · g3 – Biały pionek · a2 – Biały pionek · b2 – Biały pionek · e2 – Biały pionek · f2 – Biały pionek · g2 – Biały goniec · h2 – Biały pionek · a1 – Biała wieża · c1 – Biały goniec · d1 – Biały hetman · f1 – Biała wieża · g1 – Biały król | a8 – Czarna wieża · c8 – Czarny goniec · d8 – Czarny hetman · f8 – Czarna wieża · g8 – Czarny król · b7 – Czarny pionek · c7 – Czarny pionek · e7 – Czarny pionek · f7 – Czarny pionek · g7 – Czarny goniec · h7 – Czarny pionek · a6 – Czarny pionek · c6 – Czarny skoczek · d6 – Czarny pionek · f6 – Czarny skoczek · g6 – Czarny pionek · c4 – Biały pionek · d4 – Biały pionek · c3 – Biały skoczek · f3 – Biały skoczek · g3 – Biały pionek · a2 – Biały pionek · b2 – Biały pionek · e2 – Biały pionek · f2 – Biały pionek · g2 – Biały goniec · h2 – Biały pionek · a1 – Biała wieża · c1 – Biały goniec · d1 – Biały hetman · f1 – Biała wieża · g1 – Biały król | a8 – Czarna wieża · c8 – Czarny goniec · d8 – Czarny hetman · f8 – Czarna wieża · g8 – Czarny król · b7 – Czarny pionek · c7 – Czarny pionek · e7 – Czarny pionek · f7 – Czarny pionek · g7 – Czarny goniec · h7 – Czarny pionek · a6 – Czarny pionek · c6 – Czarny skoczek · d6 – Czarny pionek · f6 – Czarny skoczek · g6 – Czarny pionek · c4 – Biały pionek · d4 – Biały pionek · c3 – Biały skoczek · f3 – Biały skoczek · g3 – Biały pionek · a2 – Biały pionek · b2 – Biały pionek · e2 – Biały pionek · f2 – Biały pionek · g2 – Biały goniec · h2 – Biały pionek · a1 – Biała wieża · c1 – Biały goniec · d1 – Biały hetman · f1 – Biała wieża · g1 – Biały król | a8 – Czarna wieża · c8 – Czarny goniec · d8 – Czarny hetman · f8 – Czarna wieża · g8 – Czarny król · b7 – Czarny pionek · c7 – Czarny pionek · e7 – Czarny pionek · f7 – Czarny pionek · g7 – Czarny goniec · h7 – Czarny pionek · a6 – Czarny pionek · c6 – Czarny skoczek · d6 – Czarny pionek · f6 – Czarny skoczek · g6 – Czarny pionek · c4 – Biały pionek · d4 – Biały pionek · c3 – Biały skoczek · f3 – Biały skoczek · g3 – Biały pionek · a2 – Biały pionek · b2 – Biały pionek · e2 – Biały pionek · f2 – Biały pionek · g2 – Biały goniec · h2 – Biały pionek · a1 – Biała wieża · c1 – Biały goniec · d1 – Biały hetman · f1 – Biała wieża · g1 – Biały król | 2 |
| 1 | a8 – Czarna wieża · c8 – Czarny goniec · d8 – Czarny hetman · f8 – Czarna wieża · g8 – Czarny król · b7 – Czarny pionek · c7 – Czarny pionek · e7 – Czarny pionek · f7 – Czarny pionek · g7 – Czarny goniec · h7 – Czarny pionek · a6 – Czarny pionek · c6 – Czarny skoczek · d6 – Czarny pionek · f6 – Czarny skoczek · g6 – Czarny pionek · c4 – Biały pionek · d4 – Biały pionek · c3 – Biały skoczek · f3 – Biały skoczek · g3 – Biały pionek · a2 – Biały pionek · b2 – Biały pionek · e2 – Biały pionek · f2 – Biały pionek · g2 – Biały goniec · h2 – Biały pionek · a1 – Biała wieża · c1 – Biały goniec · d1 – Biały hetman · f1 – Biała wieża · g1 – Biały król | a8 – Czarna wieża · c8 – Czarny goniec · d8 – Czarny hetman · f8 – Czarna wieża · g8 – Czarny król · b7 – Czarny pionek · c7 – Czarny pionek · e7 – Czarny pionek · f7 – Czarny pionek · g7 – Czarny goniec · h7 – Czarny pionek · a6 – Czarny pionek · c6 – Czarny skoczek · d6 – Czarny pionek · f6 – Czarny skoczek · g6 – Czarny pionek · c4 – Biały pionek · d4 – Biały pionek · c3 – Biały skoczek · f3 – Biały skoczek · g3 – Biały pionek · a2 – Biały pionek · b2 – Biały pionek · e2 – Biały pionek · f2 – Biały pionek · g2 – Biały goniec · h2 – Biały pionek · a1 – Biała wieża · c1 – Biały goniec · d1 – Biały hetman · f1 – Biała wieża · g1 – Biały król | a8 – Czarna wieża · c8 – Czarny goniec · d8 – Czarny hetman · f8 – Czarna wieża · g8 – Czarny król · b7 – Czarny pionek · c7 – Czarny pionek · e7 – Czarny pionek · f7 – Czarny pionek · g7 – Czarny goniec · h7 – Czarny pionek · a6 – Czarny pionek · c6 – Czarny skoczek · d6 – Czarny pionek · f6 – Czarny skoczek · g6 – Czarny pionek · c4 – Biały pionek · d4 – Biały pionek · c3 – Biały skoczek · f3 – Biały skoczek · g3 – Biały pionek · a2 – Biały pionek · b2 – Biały pionek · e2 – Biały pionek · f2 – Biały pionek · g2 – Biały goniec · h2 – Biały pionek · a1 – Biała wieża · c1 – Biały goniec · d1 – Biały hetman · f1 – Biała wieża · g1 – Biały król | a8 – Czarna wieża · c8 – Czarny goniec · d8 – Czarny hetman · f8 – Czarna wieża · g8 – Czarny król · b7 – Czarny pionek · c7 – Czarny pionek · e7 – Czarny pionek · f7 – Czarny pionek · g7 – Czarny goniec · h7 – Czarny pionek · a6 – Czarny pionek · c6 – Czarny skoczek · d6 – Czarny pionek · f6 – Czarny skoczek · g6 – Czarny pionek · c4 – Biały pionek · d4 – Biały pionek · c3 – Biały skoczek · f3 – Biały skoczek · g3 – Biały pionek · a2 – Biały pionek · b2 – Biały pionek · e2 – Biały pionek · f2 – Biały pionek · g2 – Biały goniec · h2 – Biały pionek · a1 – Biała wieża · c1 – Biały goniec · d1 – Biały hetman · f1 – Biała wieża · g1 – Biały król | a8 – Czarna wieża · c8 – Czarny goniec · d8 – Czarny hetman · f8 – Czarna wieża · g8 – Czarny król · b7 – Czarny pionek · c7 – Czarny pionek · e7 – Czarny pionek · f7 – Czarny pionek · g7 – Czarny goniec · h7 – Czarny pionek · a6 – Czarny pionek · c6 – Czarny skoczek · d6 – Czarny pionek · f6 – Czarny skoczek · g6 – Czarny pionek · c4 – Biały pionek · d4 – Biały pionek · c3 – Biały skoczek · f3 – Biały skoczek · g3 – Biały pionek · a2 – Biały pionek · b2 – Biały pionek · e2 – Biały pionek · f2 – Biały pionek · g2 – Biały goniec · h2 – Biały pionek · a1 – Biała wieża · c1 – Biały goniec · d1 – Biały hetman · f1 – Biała wieża · g1 – Biały król | a8 – Czarna wieża · c8 – Czarny goniec · d8 – Czarny hetman · f8 – Czarna wieża · g8 – Czarny król · b7 – Czarny pionek · c7 – Czarny pionek · e7 – Czarny pionek · f7 – Czarny pionek · g7 – Czarny goniec · h7 – Czarny pionek · a6 – Czarny pionek · c6 – Czarny skoczek · d6 – Czarny pionek · f6 – Czarny skoczek · g6 – Czarny pionek · c4 – Biały pionek · d4 – Biały pionek · c3 – Biały skoczek · f3 – Biały skoczek · g3 – Biały pionek · a2 – Biały pionek · b2 – Biały pionek · e2 – Biały pionek · f2 – Biały pionek · g2 – Biały goniec · h2 – Biały pionek · a1 – Biała wieża · c1 – Biały goniec · d1 – Biały hetman · f1 – Biała wieża · g1 – Biały król | a8 – Czarna wieża · c8 – Czarny goniec · d8 – Czarny hetman · f8 – Czarna wieża · g8 – Czarny król · b7 – Czarny pionek · c7 – Czarny pionek · e7 – Czarny pionek · f7 – Czarny pionek · g7 – Czarny goniec · h7 – Czarny pionek · a6 – Czarny pionek · c6 – Czarny skoczek · d6 – Czarny pionek · f6 – Czarny skoczek · g6 – Czarny pionek · c4 – Biały pionek · d4 – Biały pionek · c3 – Biały skoczek · f3 – Biały skoczek · g3 – Biały pionek · a2 – Biały pionek · b2 – Biały pionek · e2 – Biały pionek · f2 – Biały pionek · g2 – Biały goniec · h2 – Biały pionek · a1 – Biała wieża · c1 – Biały goniec · d1 – Biały hetman · f1 – Biała wieża · g1 – Biały król | a8 – Czarna wieża · c8 – Czarny goniec · d8 – Czarny hetman · f8 – Czarna wieża · g8 – Czarny król · b7 – Czarny pionek · c7 – Czarny pionek · e7 – Czarny pionek · f7 – Czarny pionek · g7 – Czarny goniec · h7 – Czarny pionek · a6 – Czarny pionek · c6 – Czarny skoczek · d6 – Czarny pionek · f6 – Czarny skoczek · g6 – Czarny pionek · c4 – Biały pionek · d4 – Biały pionek · c3 – Biały skoczek · f3 – Biały skoczek · g3 – Biały pionek · a2 – Biały pionek · b2 – Biały pionek · e2 – Biały pionek · f2 – Biały pionek · g2 – Biały goniec · h2 – Biały pionek · a1 – Biała wieża · c1 – Biały goniec · d1 – Biały hetman · f1 – Biała wieża · g1 – Biały król | 1 |
|   | a | b | c | d | e | f | g | h |   |

Óscar Roberto Panno (ur. 17 marca 1935 w Buenos Aires) – argentyński arcymistrz szachowy, jeden z najlepszych w historii szachistów południowoamerykańskich.

## Kariera szachowa
W 1953 roku w wieku 18 lat zdobył tytuł mistrza Argentyny oraz został mistrzem świata juniorów. Dwa lata później awansował do turnieju międzystrefowego (eliminacji mistrzostw świata) w Göteborgu, gdzie zajął III miejsce za Dawidem Bronsteinem i Paulem Keresem, wyprzedzając Tigrana Petrosjana i Jefima Gellera. Był to wielki i niespodziewany sukces młodego Argentyńczyka, za który otrzymał tytuł arcymistrza. Na turnieju pretendentów w 1956 roku w Amsterdamie zajął IX miejsce.
Panno jeszcze czterokrotnie awansował do turniejów międzystrefowych (w 1958, 1970, 1973 i 1976 roku), jednak nie powtórzył już sukcesu z 1955 roku. Uczestniczył w wielu międzynarodowych turniejach, największy sukces odnosząc w Bogocie w 1958 roku, zajmując I miejsce przed Williamem Lombardym i Miguelem Najdorfem. W 1971 roku wspólnie z Ljubomirem Ljubojeviciem zwyciężył w turnieju w Palma de Mallorca. Jedenastokrotnie reprezentował Argentynę na olimpiadach szachowych, zdobywając wraz z drużyną jeden srebrny i dwa brązowe medale. W 1966 roku na olimpiadzie w Hawanie zajął pierwsze miejsce na drugiej szachownicy.
Najwyższy ranking w karierze osiągnął 1 lipca 1973, z wynikiem 2585 punktów dzielił wówczas (wspólnie z Markiem Tajmanowem) 19. miejsce na światowej liście FIDE, jednocześnie liderując szachistom argentyńskim.
W teorii otwarć szachowych wariant obrony królewsko-indyjskiej 1.d4 Sf6 2.c4 g6 3.Sc3 Gg7 4.Sf3 d6 5.g3 0-0 6.Gg2 Sc6 7.0-0 a6 nosi nazwę wariantu Panno.